# Dripping Springs (Texas)
Dripping Springs é uma cidade localizada no estado norte-americano do Texas, no Condado de Hays.

## Demografia
Segundo o censo norte-americano de 2000, a sua população era de 1548 habitantes.
Em 2006, foi estimada uma população de 1677, um aumento de 129 (8.3%).

## Geografia
De acordo com o United States Census Bureau tem uma área de
8,6 km², dos quais 8,6 km² cobertos por terra e 0,0 km² cobertos por água. Dripping Springs localiza-se a aproximadamente 329 m acima do nível do mar.

## Localidades na vizinhança
O diagrama seguinte representa as localidades num raio de 24 km ao redor de Dripping Springs.